# Заломило се
Заломило се (енгл. Knocked up) је амерички филм из 2007. 

## Кратак садржај
У средишту филмског заплета је лијени Бен и амбициозна новинарка Алисон. Алисон и Бен, потпуно пијани, заврше у кревету и након тога крене свако својим путем. Два мјесеца касније, Алисон долази до Бена и шокира га изјавом да је трудна. Суочена с одлуком хоће ли имати дијете сама или боље упознати оца, Алисон одлучује дати шансу симпатичном, али не посебно одговорном Бену који се баш и није планирао смирити.
Док се покушавају упознати и понашати као пар, имају својих успона и падова, али радости очинства се полако, али сигурно отварају и пред њиховим очима. Бену се с једне стране налазе његови пријатељи, који су готово бескорисни, али одани. С друге стране, он и Алисон виде како живот у браку, с дјецом, утиче на њену сестру Деби, и њеног мужа Пита. Њихов брак је далеко од савршеног, али њихов поглед на њега је дефинитивно горко смијешан.
Након обећавајућег почетка везе, Алисон и Бен схватају на тежак начин да баш и нису сродне душе те прекидају везу. Након прекида, Пит и Бен одлазе на пут у Лас Вегас. Под утицајем психоделичних гљива схватају шта могу изгубити те одлуче прихватити одговорност. Током порођаја, Алисон се извињава Бену због својих сумњи. Након рођења девојчице, пар остаје заједно.